# Колина д'Оро
Колѝна д'Оро (на италиански: Collina d'Oro) е град в Южна Швейцария, окръг Лугано на кантон Тичино. Население около 4442 жители към 31 декември 2008 г.

## География
Разположен е на брега на езерото Лаго ди Лугано. Крайна гара е на жп линията до Лугано.

## История
Градът е създаден на 4 април 2004 г. от сливането на градовете Агра, Джентилино и Монтаньола.